# Черето д'Асти
Черето д'Асти (итал. Cerreto d'Asti) је насеље у Италији у округу Асти, региону Пијемонт.
Према процени из 2011. у насељу је живело 158 становника. Насеље се налази на надморској висини од 291 м.

## Становништво
Према резултатима пописа становништва 2011. у општини је живело 220 становника.
| 1936. | 1951. | 1961. | 1971. | 1981. | 1991. | 2001. | 2011. |
| ----- | ----- | ----- | ----- | ----- | ----- | ----- | ----- |
| 570   | 420   | 363   | 270   | 272   | 276   | 241   | 220   |